# Walchshofen
Walchshofen ist ein Kirchdorf und Stadtteil von Aichach im Landkreis Aichach-Friedberg, der zum Regierungsbezirk Schwaben in Bayern gehört.

## Geographie
Walchshofen liegt im Donau-Isar-Hügelland und damit im unterbayerischen Hügelland, das zum Alpenvorland, einer der naturräumlichen Haupteinheiten Deutschlands, gehört.
Walchshofen liegt circa drei Kilometer nördlich der Altstadt von Aichach.
Walchshofen liegt im Paartal am westlichen Ufer der von Südwest nach Nordost fließenden Paar. Der von Westen (Motzenhofen) kommende Krebsbach durchquert Walchshofen von West nach Ost und mündet östlich von Walchshofen als linker Zufluss in die Paar. 2006 trat der Krebsbach über seine Ufer und überschwemmte Teile Walchshofens.
Die Kreisstraße AIC 5 durchquert von Norden aus Unterbernbach und Radersdorf entlang des Paartales kommend Walchshofen von Nord nach Süd und vereinigt sich südlich von Walchshofen in einem Kreisverkehr mit der Kreisstraße AIC 1 aus dem nordwestlich gelegenen Inchenhofen. Vom Kreisverkehr aus führt die Kreisstraße AIC 1 weiter nach Süden nach Oberbernbach.
Ebenfalls durch Walchshofen hindurch in südnördlicher Richtung verläuft die Paartalbahn von Augsburg-Hochzoll nach Ingolstadt.

## Geschichte

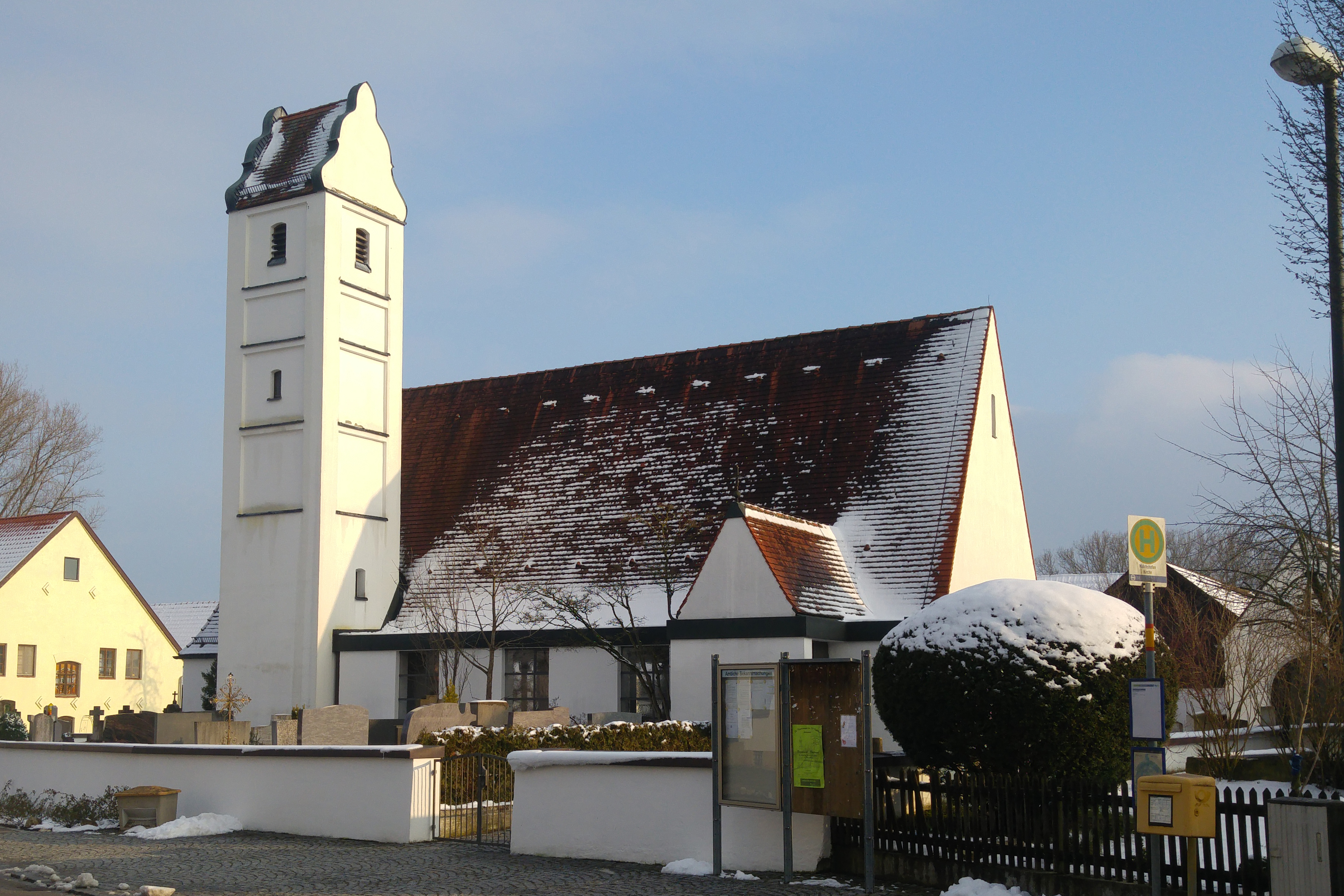
Kirche St. Martin in Walchshofen

Der Ortsname lässt sich wahrscheinlich auf die Welschen oder Walchen zurückführen.
Die katholische Filialkirche St. Martin in Walchshofen gehört zur Pfarrei Mariä Himmelfahrt in Aichach. Die Kirchweihe war erst am 12. Dezember 1966.

Bis zum 1. April 1972 gehörte Walchshofen als selbstständige Gemeinde zum Landkreis Aichach und wurde an diesem Tag in die Stadt Aichach eingemeindet. Am 1. Juli 1972 kam Aichach mit seinen Stadtteilen zum neugegründeten Landkreis Aichach-Friedberg (bis zum 30. April 1973 mit der Bezeichnung Landkreis Augsburg-Ost).

## Ehrenbürger von Walchshofen
- Martin Achter (* 28. Oktober 1905 in Walchshofen; † 24. Dezember 1995 in Augsburg), Bischofsvikar (Verleihung am 25. Juli 1954)